# ZIS-101
Der ZIS-101 (russisch ЗИС-101) ist eine Oberklasselimousine des sowjetischen Herstellers Sawod imeni Stalina (kurz ZIS). Das Fahrzeug wurde um 1935 als Nachfolger des L-1 Leningrad aus dem Sawod Krasny Putilowez entwickelt und ab Anfang 1937 in Serie gefertigt. Bis zum deutschen Überfall 1941 wurden über 8000 Exemplare gebaut. Der ZIS-101 begründete eine lange Tradition von Luxuslimousinen des Herstellers, die bis zu dessen Insolvenz in die 2010er-Jahre reicht. Kurz nach Kriegsende begann man mit der Fertigung des Nachfolgers ZIS-110.
Unter der Bezeichnung ZIS-102 wurde auch ein Cabriolet in geringer Stückzahl gebaut.

## Fahrzeuggeschichte

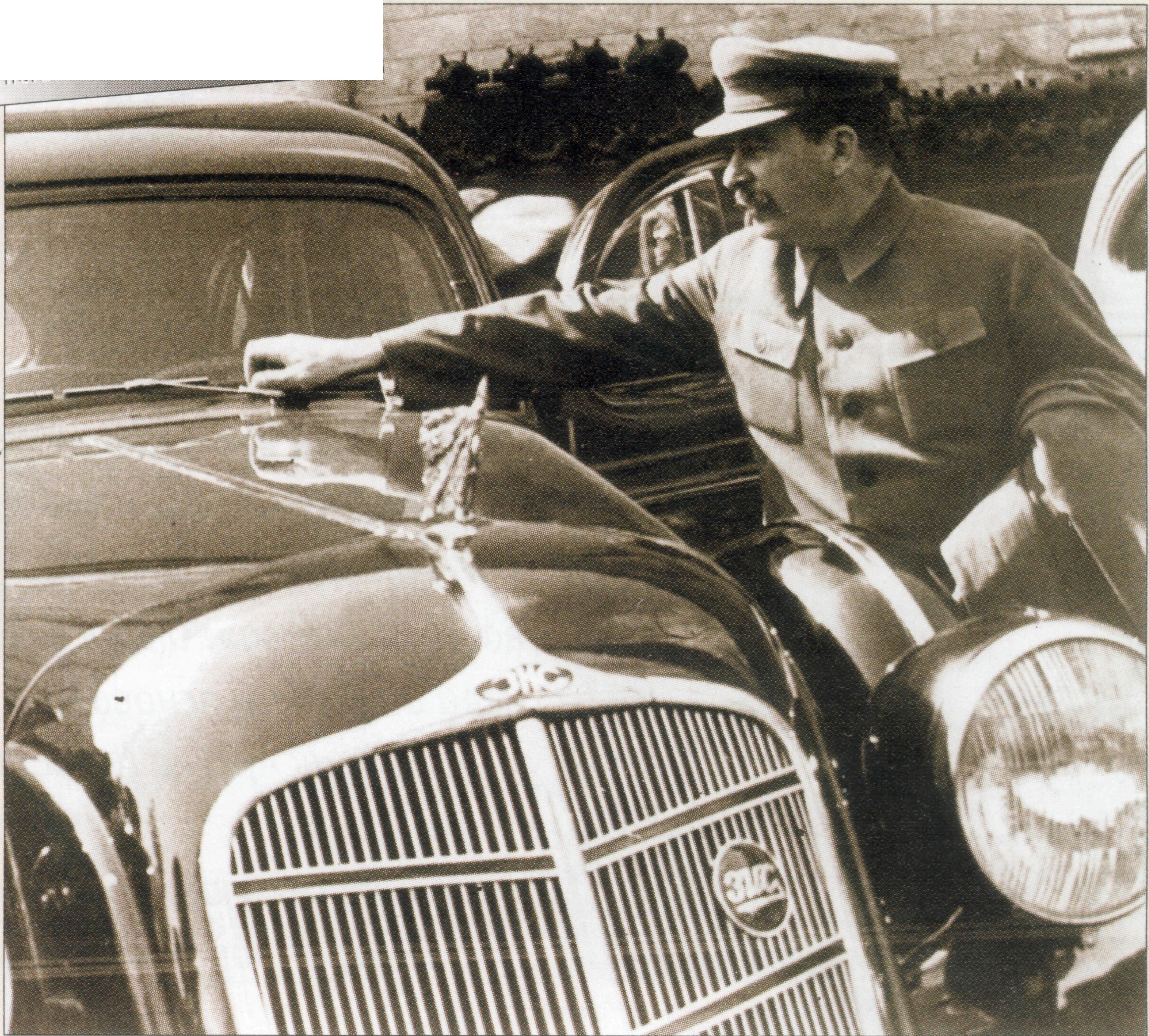
Josef Stalin mit seinem ZIS-101 (1936)

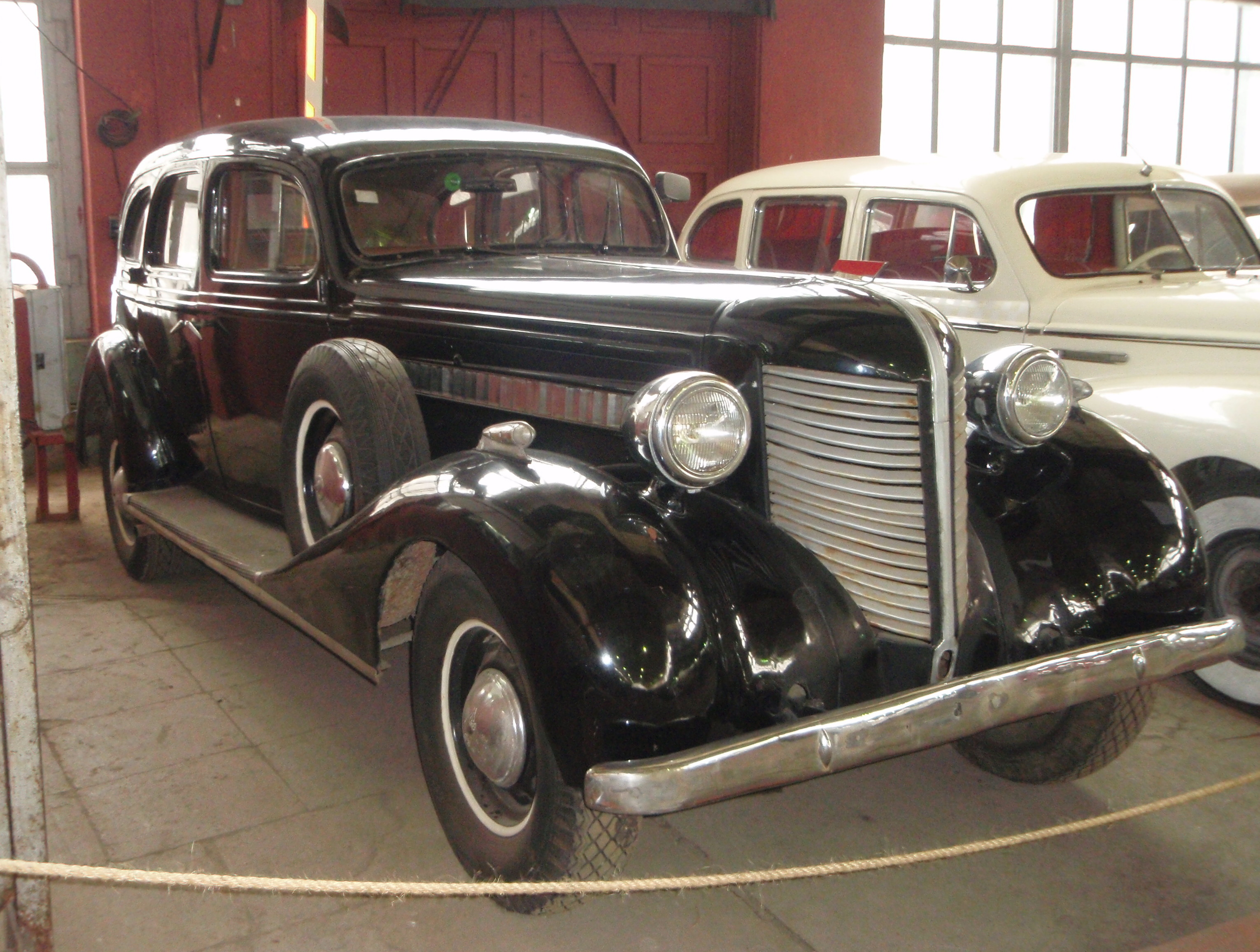
Überarbeiteter ZIS-101A mit neuer Front (2012)

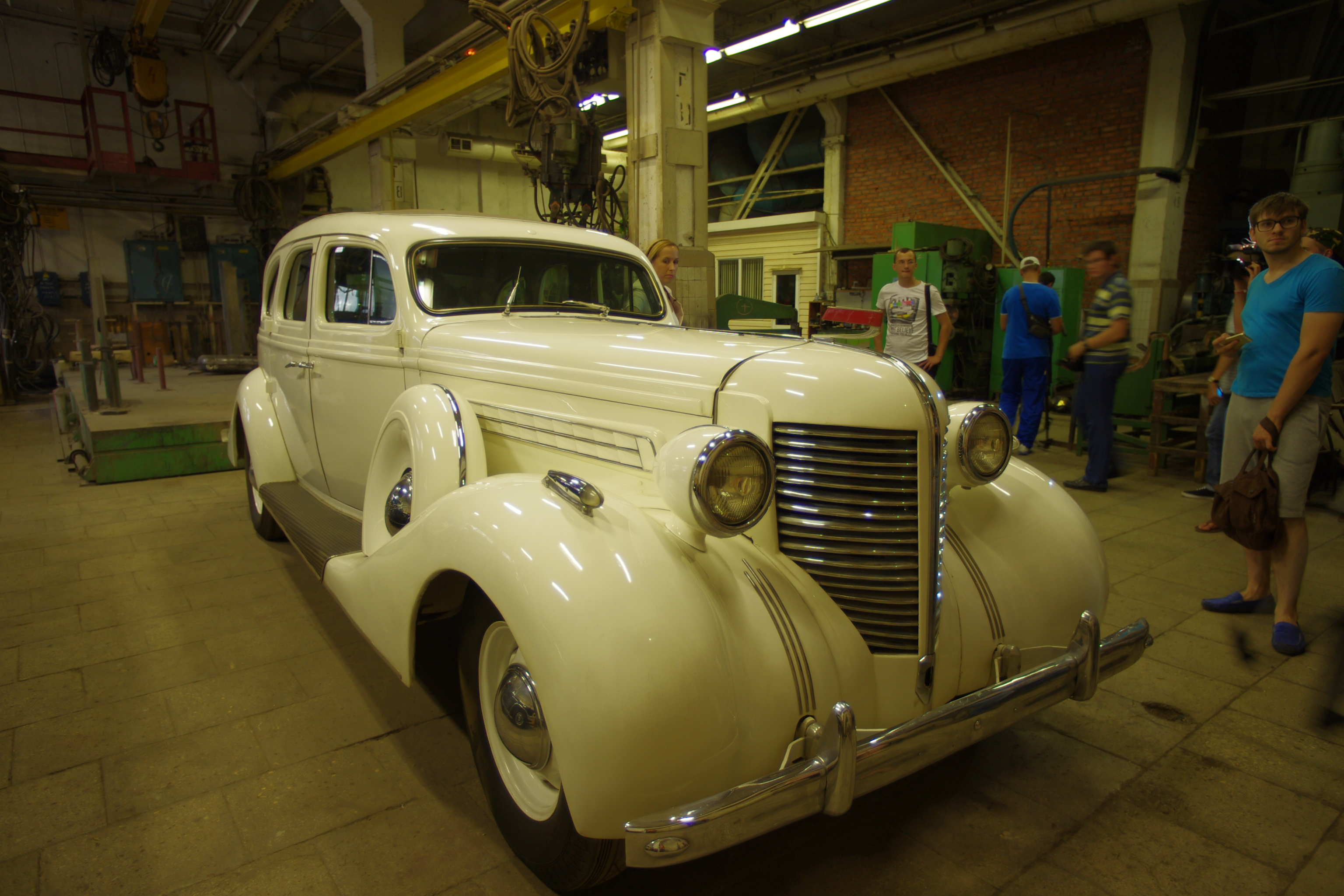
ZIS-101A im damals schon insolventen Herstellerwerk (2014)

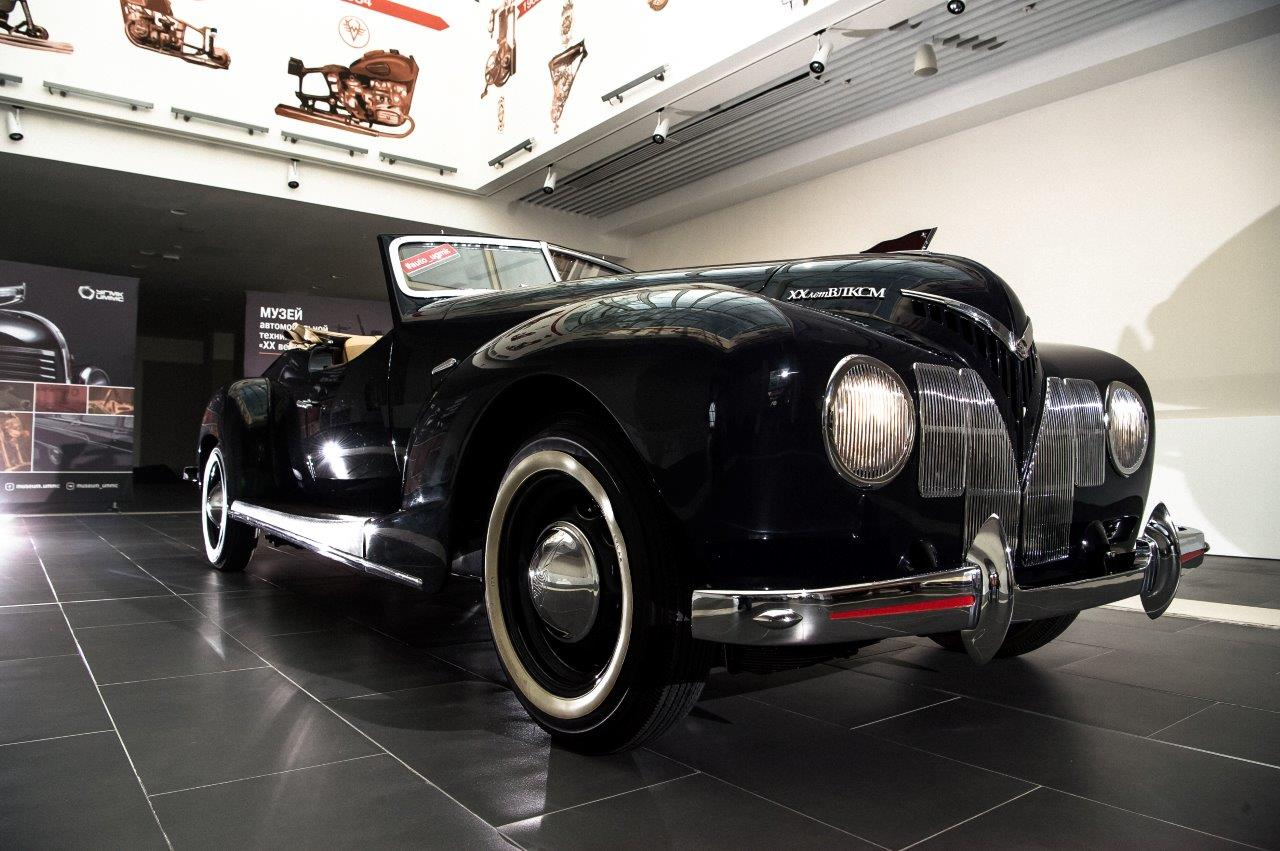
ZIS-101 Sport in einem russischen Museum (2017)

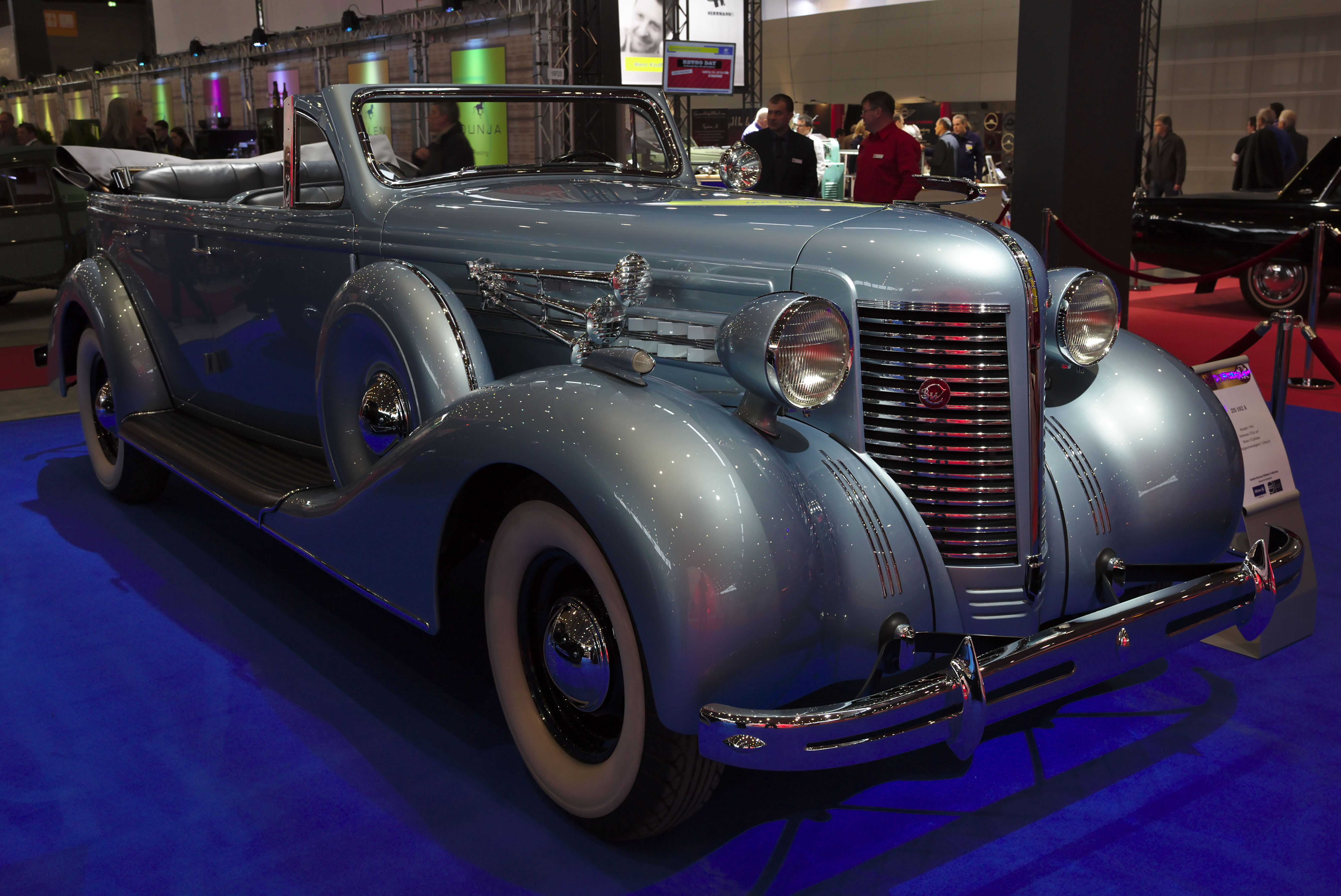
Ein seltenes Cabriolet ZIS-102A, Baujahr 1941, ebenfalls auf der Retro Classics (2018)

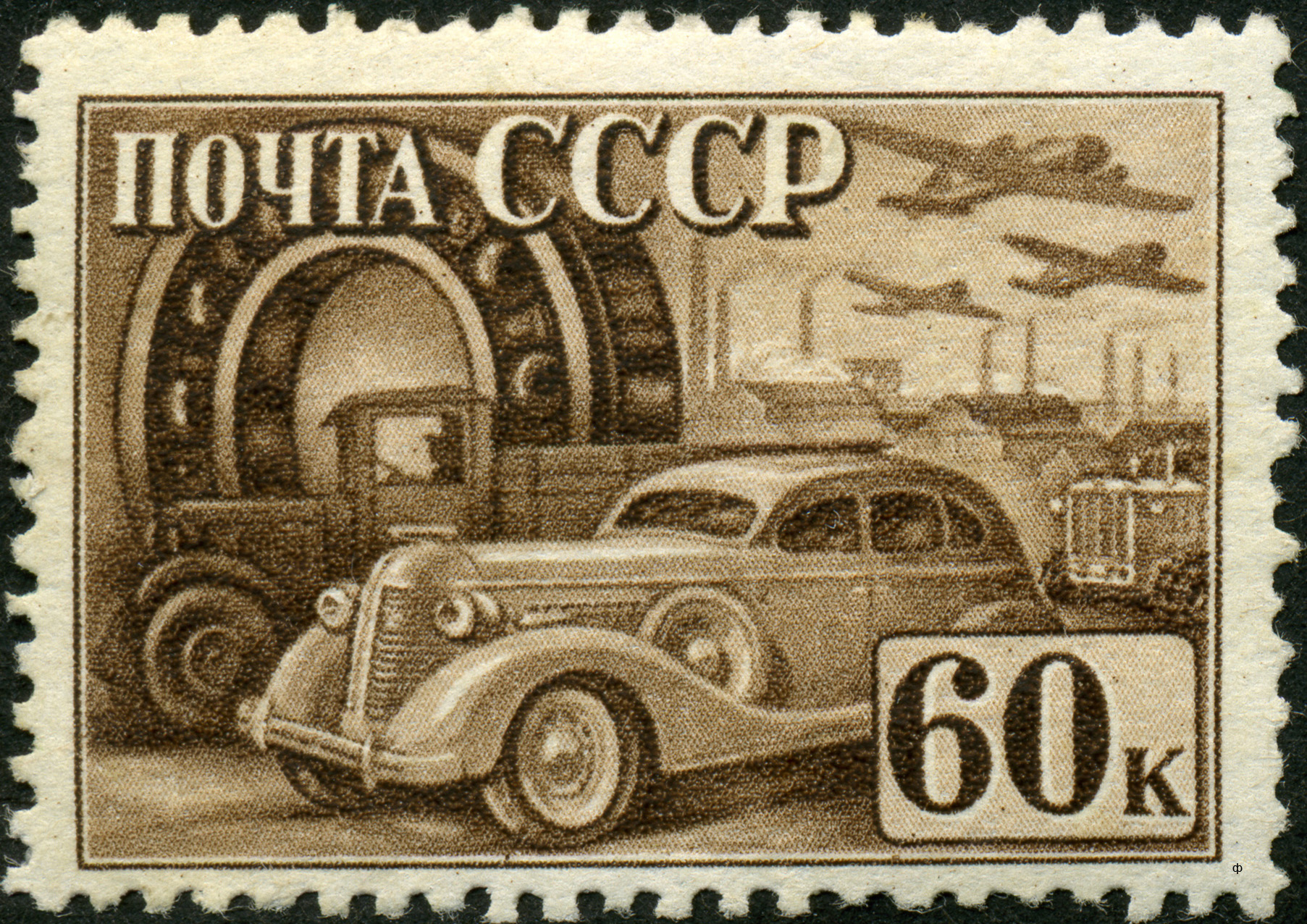
Die erste von beiden Briefmarken mit dem ZIS-101A als Motiv (1941)

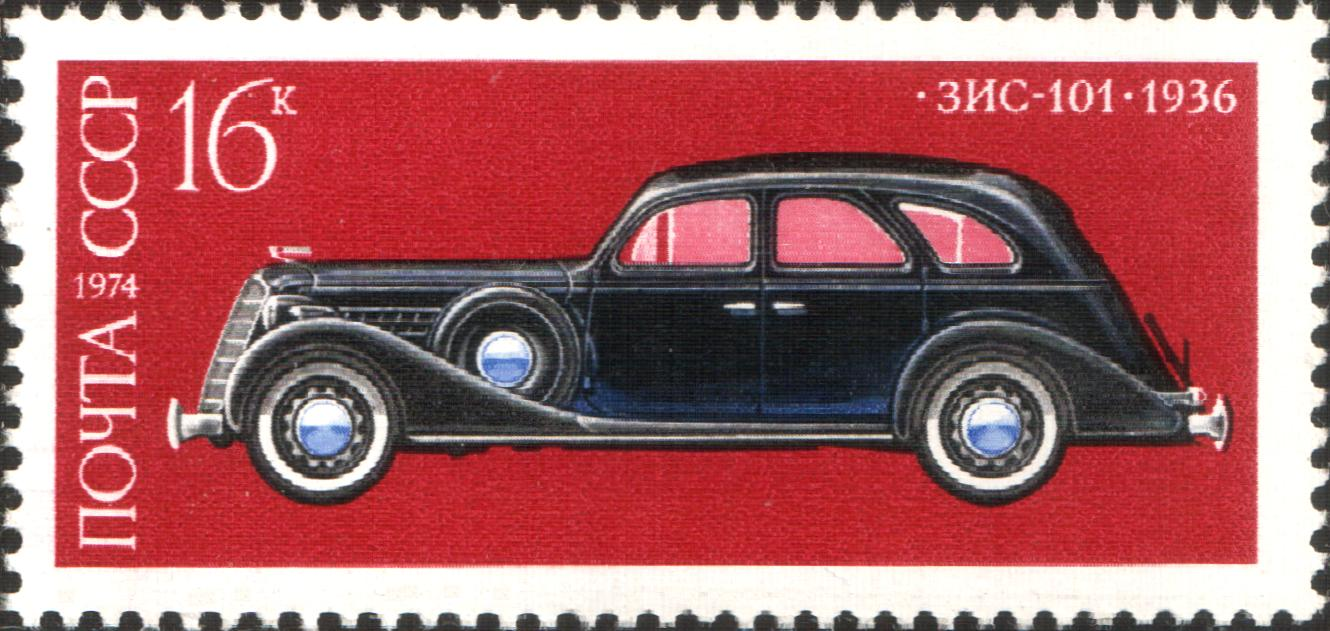
Die zweite Briefmarke mit ZIS-101 von 1974

Die Geschichte der Produktion von Luxuslimousinen in der Sowjetunion begann Anfang der 1930er-Jahre mit einer „Initiative von unten“. Es ist nicht überliefert von wem genau die Idee stammte, ein Oberklassefahrzeug in Serie zu bauen. Allerdings erging 1932 gegen Ende der Produktion des Traktors Fordson-Putilowez vom Sawod Krasny Putilowez in Leningrad ein Vorschlag an das Industrieministerium, eine Limousine im Stil des Buick Serie 90 zu bauen, der auch tatsächlich genehmigt wurde. 1933 wurden insgesamt sechs der Personenwagen unter der Bezeichnung Leningrad-1 oder kurz L-1 gebaut. Tatsächlich ging es weniger darum, repräsentative Wagen für die Regierung zu bauen, als zu demonstrieren, dass auch die Sowjetunion in der Lage war Oberklasselimousinen zu fertigen.
Es zeigte sich jedoch schnell, dass das Werk in Leningrad für die Produktion keine Kapazitäten mehr frei hatte. Es baute Traktoren wie den Universal und Panzer wie den T-28 in großen Stückzahlen und hatte keine eigene Automobilfertigung. So entstand gemeinsam mit dem Sawod imeni Stalina eine Arbeitsgruppe, die einen Nachfolger für den L-1 konstruierte. Wieder orientierte man sich stark am Buick Series 90 des aktuellen Baujahres. 1934 wurden die ersten Maschinen von der US-amerikanischen Budd Company beschafft, darunter Pressen für Karosserie- und Fahrwerksteile für 1,5 Millionen US-$. 1935 wurden technische Details zum Fahrzeug in der einschlägigen sowjetischen Literatur veröffentlicht. 1936 wurden 11 Vorserienfahrzeuge gebaut, das erste Serienfahrzeug wurde am 18. Januar 1937 vollendet. Es bestanden Pläne, bis zu 20.000 Automobile des neuen Typs pro Jahr zu fertigen, wozu es nie kam. Trotzdem wurde der ZIS-101 eine der am häufigsten gebauten Oberklasselimousinen aus sowjetischer Fertigung.
Noch im ersten Produktionsjahr veröffentlichte eine Automobilzeitschrift einen offenen Brief von Arbeitern an die Führung des Automobilwerks, der verschiedene Defekte und Konstruktionsmängel kritisierte. Tatsächlich wies der ZIS-101 gegenüber dem Vorbild von Buick einige Nachteile auf. Er war etwa 500 kg schwerer, bei gleichen Abmessungen. Der Achtzylinder-Reihenmotor verbrauchte bei normaler Fahrt 28 bis 31 l Kraftstoff auf 100 km und damit fast 10 l mehr als vergleichbare US-amerikanische Fahrzeuge. Trotzdem wurde 1938 bereits der viertausendste ZIS-101 gefertigt. Im gleichen Jahr wurde das erste Cabriolet unter der Bezeichnung ZIS-102 gebaut, von dem über die Produktionszeit hinweg nur eine Hand voll Exemplare entstanden.
Auch als Reaktion auf den offenen Brief von 1937 wurde in der zweiten Hälfte des Jahres 1940 der überarbeitete ZIS-101A in die Serienfertigung übernommen. Er erhielt einen neuen Leichtmetallzylinderkopf, wodurch die Motorleistung von 90 auf 110 PS und die Verdichtung auf 5,5:1 anstieg. Dadurch verbesserten sich auch die Fahrleistungen des Wagens. Außerdem wurden die Zierelemente am Kühlergrill und der Motorhaube dem Zeitgeschmack bzw. den aktuellen Buick-Modellen angepasst. Von dieser Variante wurden bis zum Kriegsbeginn Mitte 1941 noch etwa 600 Stück gebaut. Die Fertigung von Pkw bei ZIS wurde dann zugunsten der Lastwagenproduktion abgebrochen. Mit dem ZIS-101B war eine nochmals überarbeitete Variante in Planung, kam aber nicht über einen Prototyp hinaus. Nachfolger ist der ZIS-110, dessen Fertigung aber erst 1946, also nach dem Ende des Zweiten Weltkriegs, begann. ZIS (später umbenannt in ZIL) fertigte in seiner Geschichte etwa 8 Millionen Kraftfahrzeuge, davon waren aber nur 12.145 Limousinen. Mit insgesamt 8752 Exemplaren aller Modellvarianten war der ZIS-101 der mit Abstand am häufigsten gebaute Personenwagen aus dem Sawod imeni Stalina. In dieser Zahl enthalten sind die 600 Stück ZIS-101A, 30 Krankentransportwagen, einige Cabriolets und einige Prototypen bzw. Einzelstücke.
Die sowjetische Post widmete dem ZIS-101 zwei Briefmarken (siehe unten). Eine zeigt die überarbeitete Version ZIS-101A neben dem ZIS-5 und dem Stalinez-65 sowie einigen Flugzeugen als Beispiel der Industrialisierung der Sowjetunion und wurde im Januar 1941 ausgegeben. Die zweite stammt aus dem Jahr 1974, zeigt einen ZIS-101 Baujahr 1936 und ist Teil einer Serie über die Fahrzeugproduktion in der UdSSR.

## Modellvarianten
Auf Basis des ZIS-101 wurden verschiedene Karosserieformen erprobt und nur teilweise in Serie gebaut. Die nachfolgende Liste soll lediglich einen Überblick bieten.
- ZIS-101 – Grundversion als Limousine, gebaut von 1936 bis Mitte 1940. Der Motor leistet 90 PS und hat noch Zylinderköpfe aus Grauguss.
- ZIS-101A – Ab der zweiten Jahreshälfte 1940 bis Produktionsende gebaute, modernisierte Grundvariante. Der Motor erhielt Aluminiumzylinderköpfe, wodurch die Verdichtung auf 5,5:1 anstieg. Dadurch erhöhte sich auch die Motorleistung auf 110 PS und die Höchstgeschwindigkeit auf 120 km/h.
- ZIS-101A Krankenwagen – Insgesamt 30 der Fahrzeuge wurden mit einer Kombi-Karosserie hergestellt und als Krankentransportwagen genutzt, weil es aus sowjetischer Produktion vor dem Krieg keine Kleinbusse gab.
- ZIS-101B – 1941 gebaut und als Nachfolger für den ZIS-101A gedacht, kam diese Version nicht mehr in die Serienfertigung. Optisch gab es keine größeren Veränderungen.
- ZIS-101S – Sanitätswagen mit medizinischer Ausrüstung und zum Transport von medizinischen Personal. Wie beim Kombi konnte bei diesem Pkw trotz der Limousinenkarosserie ein Patient liegend transportiert werden.
- ZIS-101 Pick-up – In verschiedenen kleinen Reparaturwerken wurden ZIS-101 nach Aussonderung aus dem Staatsbetrieb zu Pick-ups umgerüstet. Die Karosserie wurde hinter der B-Säule abgeschnitten und durch eine offene Ladefläche mit Plane ersetzt. Bei dieser Gelegenheit wurden oft auch verstärkte Achsen und Motoren aus Lastwagen eingebaut, beispielsweise aus dem GAZ-51.
- ZIS-101(A) Lieferwagen – Wie beim Pick-up wurden gebrauchte Exemplare in Karosseriewerkstätten auch zu geschlossenen Lieferwagen umgerüstet.
- ZIS-101 Sport – Zweisitziger Roadster auf Basis des ZIS-101, gebaut 1938. Die Motorleistung wurde bis auf 141 PS gesteigert, die Höchstgeschwindigkeit lag bei über 160 km/h. Es wurden nur ein oder zwei Exemplare gebaut.
- ZIS-102 – In verschiedenen Varianten gebautes Cabriolet auf Basis des ZIS-101, in Kleinserie von 1938 bis 1941 gefertigt.

Mindestens ein ZIS-101 wurde als Kamerawagen für die Produktion von Kinofilmen ausgerüstet. Es wurde an der Front eine zusätzliche Plattform angebaut und eine Öffnung in das Dach gesägt, um zwei Filmkameras und die zugehörigen Kameraleute unterbringen zu können. Aufgrund des hohen Gewichts des Fahrzeugs und der komfortablen Federung eignete es sich für diesen Zweck besonders, da das Fahrverhalten auch bei unebenen Straßen ruhig war.

## Technische Daten
Für die ab 1936 gebaute Grundversion ZIS-101.
- Motor: wassergekühlter Achtzylinder-Reihen-Viertakt-Ottomotor
- Motortyp: „ZIS-101“
- Leistung: 90 PS (66 kW) bei 3200 min−1
- Hubraum: 5766 cm³
- Bohrung: 85,0 mm
- Hub: 127,0 mm
- maximales Drehmoment: 241 Nm bei 3200 min−1
- Verdichtung: 4,8:1
- Gemischaufbereitung: Vergaser, Typ „Marwel“
- Ventilsteuerung: hängende Ventile
- Zündfolge: 1–6–2–5–8–3–7–4
- Anlasser: SL-23
- Lichtmaschine: GL-41
- Bordspannung: 6 V
- Getriebe: mechanisches Dreigang-Schaltgetriebe, synchronisiert
- Höchstgeschwindigkeit: 115 km/h
- Treibstoffverbrauch:
  - 25,5 l/100 km bei konstanten 80 km/h und importierten Vergaser
  - 28–31 l/100 km mit sowjetischem Vergaser im praktischen Betrieb
- Bremse: Trommelbremsen vorne und hinten mit Vakuum-Bremskraftverstärker
- Antriebsformel: 4×2 (Hinterradantrieb)

Abmessungen und Gewichte
- Länge: 5647 mm
- Breite: 1892 mm
- Höhe: 1856 mm
- Radstand: 3250 mm
- Spurweite vorne: 1500 mm
- Spurweite hinten: 1552 mm
- minimale Bodenfreiheit: 202 mm
- Wendekreis: 11,2 m Durchmesser am Vorderrad
- Sitzplätze: 7
- Leergewicht: 2550 kg
- Zuladung: 450 kg
- zulässiges Gesamtgewicht: 3000 kg
- Achslast vorne: 1450 kg
- Achslast hinten: 1550 kg
- Reifengröße: 7,50-17″